# Арджентера (муниципалитет)
Арджентера (итал. Argentera) — коммуна в Италии, располагается в регионе Пьемонт, в провинции Кунео.
Население составляет 76 человек (2020 г.), плотность населения составляет 1 чел./км². Занимает площадь 76,26 км². Почтовый индекс — 12010. Телефонный код — 0171.
Покровителями коммуны почитаются святые апостолы Пётр и Павел, празднование 29 июня, а также священномученик Лаврентий (Bersezio), святой Иаков (Ferrere), святая равноапостольная Мария Магдалена (Prinardo), Пресвятая Богородица, Maria Assunta (Servagno), святая Анна (Grange).